# Schuiftrompet
Een schuiftrompet is een zeldzaam blaasinstrument, een variant van de trompet, waarbij de variatie van de buislengte - en daarmee de toon - door een schuif wordt veroorzaakt. Dit in tegenstelling tot de gewone trompet, die voorzien is van ventielen.
Met schuiftrompet wordt in de volksmond vaak een trombone bedoeld. De schuiftrompet is weliswaar verwant aan de trombone (die ook een schuif heeft), maar is, onder andere vanwege de mensuur, een ander instrument (zo bestaan er ook ventieltrombones).

## Ontwikkeling
De schuiftrompet evolueerde uit de oorlogstrompet, die werd gebruikt in centraal en West-Europa: volgens instrumenthistoricus Don Smithers is de schuiftrompet een evolutie van wisselende stembuizen voor verschillende tonaliteiten te kunnen benutten.

## Verschil schuiftrompet en trombone
Het voornaamste verschil tussen een schuiftrompet en een trombone zijn de telescopische buizen. Bij een trombone draait de buis terug, waardoor je maar de helft zover moet schuiven voor hetzelfde totaalverschil van lengte, terwijl je bij een schuiftrompet maar een enkele buis hebt en dus dubbel zover moet bewegen. Dit heeft als gevolg dat een schuiftrompet maar 2 tonen kan schuiven, terwijl een trombone 8 tonen kan schuiven!